# Hamburg Maniacs
Die Hamburg Maniacs waren eine American-Football-Frauenmannschaft aus Hamburg, die von 1991 bis 2006 Bestand hatte.

## Geschichte
1991 gingen die Maniacs aus den Hamburg Dolphins und den HSV Tigers als Sparte des Hamburger Turnerbund v. 1862 e.V. hervor. In den ersten drei Jahren war die Erfolgsausbeute eher mager und auch der Versuch 1992 im Ligabetrieb zu bestehen scheiterte. Infolgedessen wurden der Trainer- und Betreuerstab aufgestockt, neue Spielerinnen geworben, die Trainingsqualität für die einzelnen Positionen verbessert und ein Trainingslager wurde eingeführt. 1994 waren die Hamburg Maniacs in Freundschaftsspielen und Scrimmages ungeschlagen, so dass man im Jahr 1995 erneut in den Ligabetrieb einstieg und die Saison als inoffizieller Meister der 2. Damenbundesliga (DBL2) abschloss.
Zur Saison 1996 wurde zweite Liga nach nur einem Jahr aufgelöst und alle Mannschaften wurden in die 1. Bundesliga (DBL) aufgenommen. Seitdem spielten die Hamburg Maniacs ununterbrochen in der Gruppe Nord um den Einzug in die Finalserie. 1996 und 1997 schlossen die Maniacs die regulären Saisons auf dem dritten Tabellenplatzes der Gruppe Nord ab und schieden anschließend gegen die Hannover Stampeders (1996) bzw. gegen die Nürnberg Hurricanes (1997) jeweils in der ersten Play-off-Runde aus.
1998 gelang es, den zweiten Platz in der Nordgruppe zu erlangen, allerdings wurde diesmal das Halbfinalspiel gegen die Cologne Crocodiles Ladies verloren. Doch auch ein erster Meisterschaftssieg konnte 1998 gefeiert werden: Nachdem die Maniacs nach der Saison in der Halle trainiert hatten, machte sich dies beim Football-Ladies-Indoor-Cup bezahlt. Im hessischen Hanau gewannen sie gegen die heimischen Witches den deutschen Hallen-Meistertitel.
Das Jahr 1999 begann mit dem üblichen Trainingslager an der Ostsee. Motivierte neue Spielerinnen, ein fittes Team und ein beinahe-Sieg gegen die Konkurrentinnen der Berlin Adler Girls führten als Ergebnis zu einem zweiten Platz in der Gruppe Nord. Im Halbfinalspiel in den Play-offs mussten sich die Maniacs allerdings mit 6:8 gegen die Nürnberg Hurricanes geschlagen geben.
Für das neue Jahrtausend hatte sich die hanseatische Mannschaft umso fester den Einzug ins Finale vorgenommen. Das harte Wintertraining endete im März mit einem Trainingslager im niedersächsischen Obernkirchen. Die Maniacs wurden in der Saison 2000 abermals Tabellenzweiter in der Nord-Gruppe und standen im Halbfinale abermals den Nürnberg Hurricanes gegenüber. Mit einem deutlichen 29:7-Sieg konnte dieses Mal allerdings der erste Finaleinzug gesichert werden. Dortige Gegnerinnen war die damaligen deutschen Rekordmeister der Berlin Adler Girls warteten, die das Spiel bis zu einem Endstand von 62:25 dominierten. Die Hamburg Maniacs wurden offizieller deutscher Vizemeister 2000.
Im Jahr 2001 hieß es zunächst Abschied nehmen von altgedienten Spielerinnen und Trainern. Mit einem verjüngten Team und vielen Rookies an Bord startete man wieder mit einem Trainingslager in Obernkirchen in die Bundesliga-Saison, die sie auf dem dritten Tabellenplatz beendeten, womit sie den Einzug in die Play-offs verpassten.
Zur Saison 2002 verließen weitere Teammitglieder die Mannschaft. Die Spiele wurden bis auf eines verloren, wodurch es erneut nur für den dritten Tabellenplatz reichte. Gleichzeitig wurden jedoch die Weichen für die Zukunft gestellt: man schloss sich den Hamburg Wild Huskies als neuem Haupt-Verein an, wodurch viele neue Spielerinnen integriert werden konnten.
Nachdem in der Saison 2003 noch das Halbfinale erreicht wurde, welches sie gegen die Munich Cowboys Ladies verloren, musste man sich ab 2004 zusätzlich noch lokal mit den Hamburg Amazons als neu gegründetes Hamburger Konkurrenzteam messen. Hinter den Amazons erreichten sie den zweiten Gruppenplatz und damit die Qualifikation für die Play-offs. Dort schieden sie gegen die Berlin Adler Girls aus.
Das Jahr 2005 war dagegen eines zum Vergessen für die Maniacs. Ohne einen einzigen Sieg in einem Saisonspiel, standen sie am Ende auf dem letzten Platz der Tabelle.
Während sie 2006 das 15-jährige Bestehen des Teams feierten, konnten sie sich außerdem erneut über eine erfolgreiche Saison freuen: durch eine Zweitplatzierung in der Gruppe qualifizierten sich die Maniacs für das Viertelfinale. Dortiger Gegner waren erneut die Nürnberg Hurricanes, die insbesondere die zweite Halbzeit dominierten und das Spiel mit 44:8 gewannen.
Im Anschluss an diese Saison lösten sich die Hamburg Maniacs auf.

## Saisonbilanzen
| Jahr   | Liga   | Platz | S     | N     | U     | TD-Verhältnis | Play-offs                                           |
| ------ | ------ | ----- | ----- | ----- | ----- | ------------- | --------------------------------------------------- |
| 1992   | DBL    | n. a. | n. a. | n. a. | n. a. | n. a.         | ‒                                                   |
| 1995   | DBL2   | 1.    | n. a. | n. a. | n. a. | n. a.         | ‒                                                   |
| 1996   | DBL    | 3.    | n. a. | n. a. | n. a. | n. a.         | ‒                                                   |
| 1997   | DBL    | 3.    | n. a. | n. a. | n. a. | n. a.         | ‒                                                   |
| 1998   | DBL    | 2.    | n. a. | n. a. | n. a. | n. a.         | Halbfinalniederlage (vs. Cologne Crocodiles Ladies) |
| 1999   | DBL    | 2.    | n. a. | n. a. | n. a. | n. a.         | Halbfinalniederlage (vs. Nürnberg Hurricanes)       |
| 2000   | DBL    | 2.    | n. a. | n. a. | n. a. | n. a.         | Finalniederlage (vs. Berlin Adler Girls)            |
| 2001   | DBL    | 3.    | 3     | 4     | 1     | 114:149       | ‒                                                   |
| 2002   | DBL    | 3.    | 1     | 5     | 0     | 060:174       | ‒                                                   |
| 2003   | DBL    | 2.    | 6     | 2     | 0     | 216:112       | Halbfinalniederlage (vs. Munich Cowboys Ladies)     |
| 2004   | DBL    | 2.    | 4     | 1     | 1     | 118:025       | Halbfinalniederlage (vs. Berlin Adler Girls)        |
| 2005   | DBL    | 3.    | 0     | 5     | 0     | 027:097       | ‒                                                   |
| 2006   | DBL    | 2.    | 5     | 3     | 0     | 188:100       | Viertelfinalniederlage (vs. Nürnberg Hurricanes)    |
| Gesamt | Gesamt | ⌀ 2.  | 19    | 20    | 2     | 723:657       | ‒                                                   |